# Frankfurt (Main) West
Frankfurt (Main) West – stacja kolejowa we Frankfurcie nad Menem, w Hesji, w Niemczech.
Stacja położona jest w dzielnicy Bockenheim.